# Paine Webber Classic 1986
Il Paine Webber Classic 1986 è stato un torneo di tennis giocato cemento. È stata la 2ª edizione del torneo, che fa parte del Nabisco Grand Prix 1986. Si è giocato a Fort Myers in Florida negli Stati Uniti dal 17 al 24 marzo 1986.

## Campioni

### Singolare maschile
Ivan Lendl ha battuto in finale  Jimmy Connors con il punteggio di 6–2, 6–0

### Doppio maschile
Andrés Gómez /  Ivan Lendl hanno battuto in finale  Peter Doohan /  Paul McNamee con il punteggio di 7–5, 6–4